# Jean Baptiste Bullet
Pour les articles homonymes, voir Bullet (homonymie).
Jean-Baptiste Bullet, né à Besançon vers 1699 et mort le 6 septembre 1775, est un théologien et historien français.

## Biographie
Après avoir professé la théologie à Besançon pendant près de cinquante ans, il meurt doyen de l'université. Bullet est correspondant de l'Académie des inscriptions et belles-lettres et membre des académies de Besançon, Lyon et Dijon.
Il est l'auteur d'une Histoire de l'établissement du christianisme, d'un Traité de l'existence de Dieu démontré par la nature et des Réponses aux difficultés des incrédules contre divers endroits des livres saints. Mais il est connu surtout pour ses Mémoires sur la langue celtique ainsi que pour ses Recherches historiques sur les cartes à jouer et sa Dissertation sur différents sujets de l'histoire de France. C'est dans ce dernier ouvrage qu'il soutient que le mot fleur de lys ne provient pas de la ressemblance de cet insigne royal avec la fleur du même nom mais bien du mot « lis » qui en langue celtique aurait signifié « roi souverain ».

## Ouvrages
- De apostolica ecclesiae Gallicanae origine (Besançon, 1752)
- Mémoire sur la langue celtique, contenant l'histoire de cette langue et un dictionnaire des termes qui la composent (Besançon, 1754)
- Recherches historiques sur les cartes à jouer (Lyon, 1757)
- Dissertations sur différents sujets de l'histoire de France (Besançon, 1759)
- Histoire de l'établissement du christianisme, tirée des seuls auteurs juifs et païens, où l'on trouve une preuve solide de la vérité de cette religion (Lyon, 1764)
- L'Existence de Dieu démontrée par les merveilles de la nature (Paris, 1768)
- Dissertations sur la mythologie française et sur plusieurs curieux de l'histoire de France (Paris, 1771)
- Réponses critiques aux difficultés proposées par les incrédules sur divers endroits des livres saints (Paris, 1773-1775)